# Elatostema glaberrimum
Elatostema glaberrimum är en nässelväxtart som beskrevs av H. Schröter. Elatostema glaberrimum ingår i släktet Elatostema och familjen nässelväxter. Inga underarter finns listade i Catalogue of Life.